# Slava Polunin
Vjačeslav Ivanovič Polunin, detto Slava (in russo Вячесла́в (Сла́ва) Ива́нович Полу́нин?; Novosil', 12 giugno 1950), è un mimo russo.
Creatore degli spettacoli Asisyai-revue, Slava's Snowshow, e Diabolo, è considerato uno dei più grandi clown al mondo 

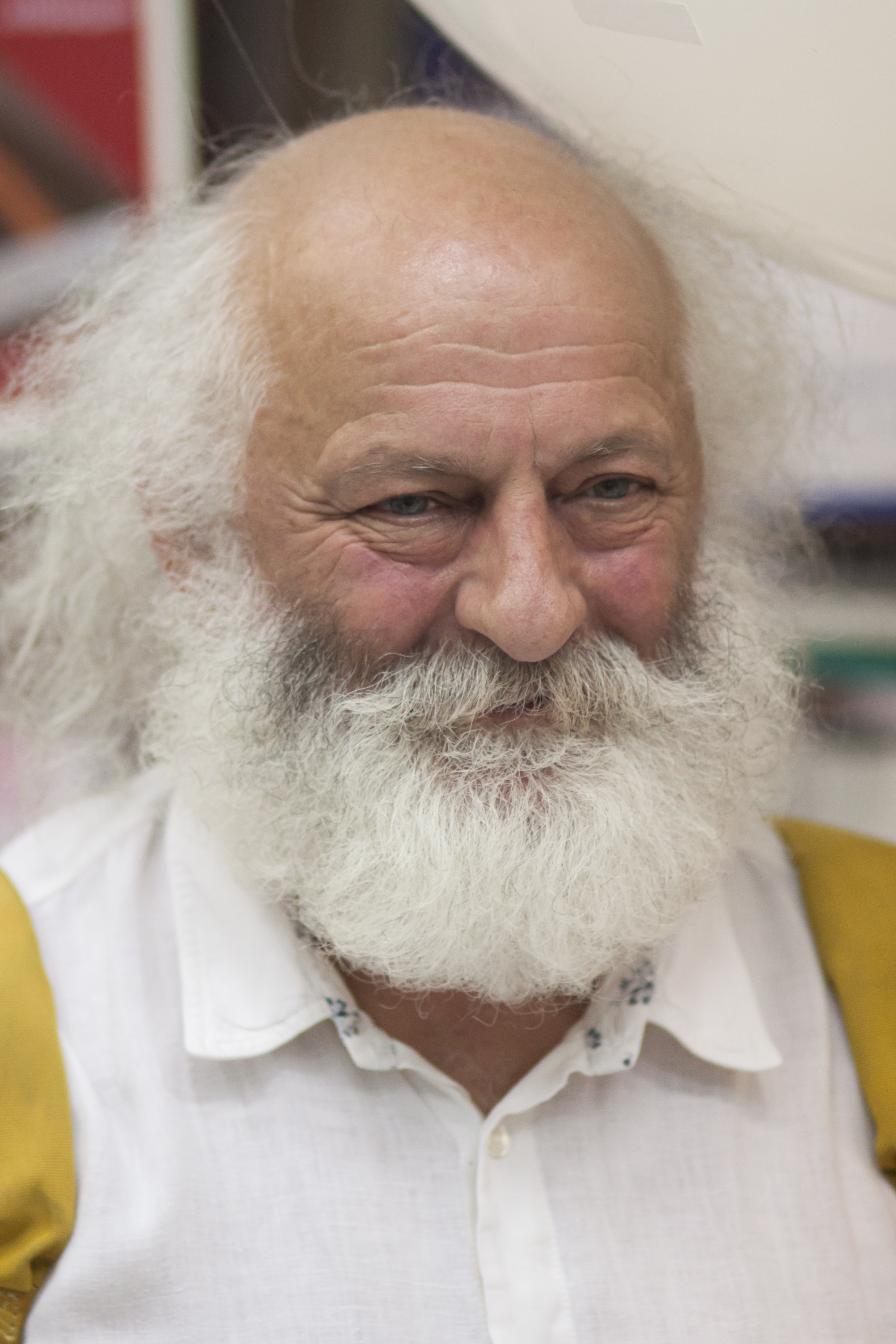
Slava Polunin nel 2012

## Biografia
Imitatore da giovane di Charlie Chaplin, ha studiato all'Istituto di Cultura Sovietica di Leningrado. Nel 1968 Polunin iniziò la sua attività teatrale, soprattutto come mimo, e negli anni ottanta ebbe un certo rilievo televisivo con il personaggio di Asisyai.
I suoi spettacoli Slava's Snowshow (Снежное шоу) e Diabolo hanno avuto un notevole rilievo internazionale e vari premi; Slava's Snowshow (in cui tra l'altro sono utilizzate anche basi musicali composte da John Surman) è considerato come un esempio tra i più importanti del teatro clownesco.

La regista Irina Efteeva ha saputo cogliere gli aspetti più poetici dell'arte di Polunin nel cortometraggio Clown (2002), Leone d'Argento per il miglior cortometraggio alla 59ª edizione del Festival del cinema di Venezia.